# Tomás Reco
Tomás Reco é um personagem do Universo Disney.
É o marido de Vovó Donalda, pai de Patoso (pai de Pato Donald), Éder Patolfo (pai de Peninha) e Patrícia Pato (mãe de Gastão). Seu sogro era Cipriano Patus, filho de Cornélio Patus, fundador de Patópolis.
Tomás Reco teve aparições em quadrinhos relevantes em duas histórias de Don Rosa: "The Invader Of Fort Duckburg" (um capítulo da saga The Life and Times of Scrooge McDuck) e "The Sign Of The Triple Distelfink". Ele era conhecido como "Papai Pato" (mais tarde conhecido como "Vovô Pato").
A vida de Tomás antes de ter uma família nunca foi mostrada nos quadrinhos. Don Rosa especulou que a família Pato era originária da Inglaterra, mas não se sabe se Tomás era imigrante. Na história "The Good Old Daze" de Tony Strobl, o Vovô Pato (um Tomás Reco mais velho) aparece em flashback cuidando do pequeno Donald junto com a vovó. Ele é retratado como um avô dedicado, mas rigoroso. O nome verdadeiro do Vovô não foi revelado nesta história, mas em outra sem título de 1951, um antigo namorado da vovó chamado Tomás Reco teve uma aparição especial. Don Rosa considerou que este personagem se tornaria o avô de Donald.
Tomás Reco aparece sem nome no filme "No Hunting", de 1955, no qual ele inspira Donald (postumamente) a participar da temporada de caça.